# Polistes elegans
Polistes elegans är en getingart som beskrevs av Smith 1859. Polistes elegans ingår i släktet pappersgetingar, och familjen getingar. Inga underarter finns listade i Catalogue of Life.